# مرخت

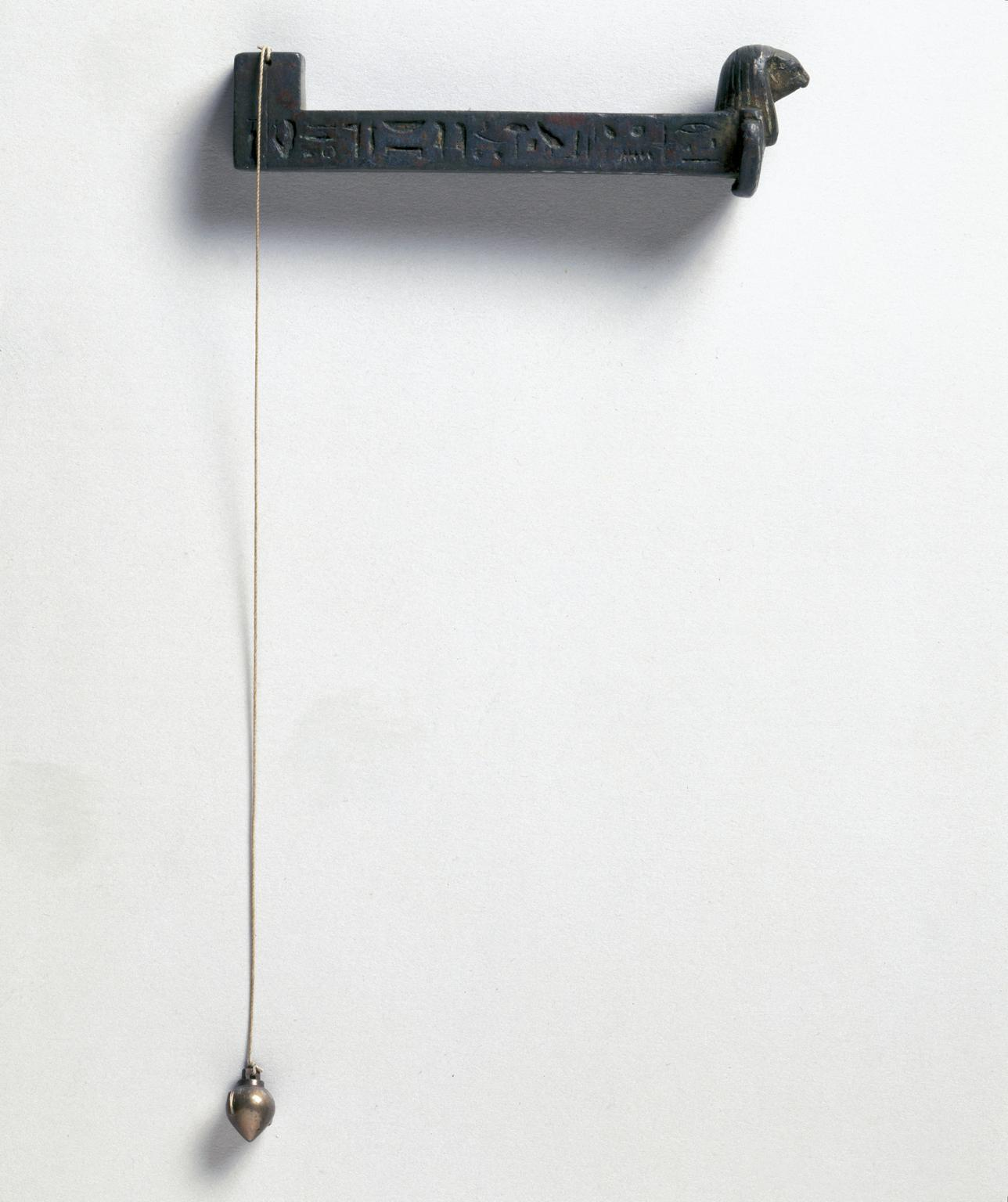
مرخت في متحف العلوم في لندن

كانت مرخت أداة مصرية قديمة للمسح وضبط الوقت. اشتملت على استخدام قضيب مع خط راسيا، متصل بمقبض خشبي. تم استخدامه لتتبع محاذاة بعض النجوم تسمى العشريات في مصر القديمة. عندما تكون مرئية، يمكن استخدام النجوم لقياس الوقت في الليل. كانت هناك 10 نجوم خلال 10 ساعات من الليل؛ كان إجمالي اليوم 24 ساعة بما في ذلك 12 ساعة في اليوم، وساعة واحدة للغروب، وساعة واحدة لشروق الشمس. تم استخدام مرخت لتحل محل الساعات الشمسية، والتي كانت عديمة الفائدة في الظلام.

## تصميم
يتكون التصميم الدقيق لمرخت من قضيب أفقي، عادة ما يكون محفورًا من الخشب أو العظم، مع خط راسيا يتدلى من ثقب عرضي في أحد طرفيه المرتفعين من القضيب، مربوطًا بمقبض خشبي متحكم. كما استنتج من النصوص والنقوش على الجدران الداخلية لمعابد دندرة وإدفو، فإن مرخت كانت تُستخدم عادةً مع أداة الرؤية المقابلة، وهي نفسها مصنوعة من ضلع نخيل مقطوع بشكل خاص مع شرائح. شكل "V" في أحد طرفيه. يمكن استخدام الاثنين معًا، حسب الاقتضاء، لتحديد الشمال.
كان خط الزوال حاسمًا للمصريين عندما لاحظوا حركة الأجرام السماوية عبر سماء الليل. مع دوران الأرض، تعبر جميع الأجسام المرئية في السماء هذا الخط. حدد المصريون الوقت من خلال مراقبة عبور نجوم معينة أثناء عبورهم خط الزوال واتفقوا مع مرختين، أحدهما كان مصطفًا مع نجم الشمال (المشار إليه في الشمال). أسماء الأجرام السماوية المستخدمة لتحديد الوقت بهذه الطريقة غير معروفة.

## أمثلة على قيد الحياة
تم الحفاظ على عدد قليل من مرخت، بما في ذلك واحدة في متحف العلوم في لندن. يعود تاريخ هذا المعرض الخاص إلى 600 قبل الميلاد، ووفقًا لنقش ذي صلة، ينتمي إلى ابن كاهن ينحدر من معبد مخصص للإله المصري حورس، بالقرب من إدفو في صعيد مصر.